# Michka Saäl
Pour les articles homonymes, voir Saal.
Michka Saäl est une réalisatrice et scénariste, née en 1949 et morte le 9 juillet 2017 à Montréal.

## Filmographie

### Comme réalisatrice
- 1991 : Loin d'où
- 1992 : L'arbre qui dort rêve à ses racines
- 1995 : Le Violon sur la toile
- 1999 : La Position de l'escargot
- 2004 : Zero Tolerance
- 2005 : Les Prisonniers de Beckett (TV)
- 2008 : A Great Day in Paris
- 2013 : China me

### Comme scénariste
- 2004 : Zero Tolerance
- 2005 : Les Prisonniers de Beckett (TV)

## Distinctions

### Récompenses
- 1989 : Prix Normande-Juneau pour Loin d'où